# Fausto Nunes Landeiro
Fausto Nunes Landeiro (Lagos, 27 de Julho de 1896 - Port of Spain, Trinidad e Tobago, 27 de Agosto de 1948) foi um médico epidemologista português.

## Biografia

### Nascimento e educação
Fausto Nunes Landeiro nasceu na cidade de Lagos, em 27 de Julho de 1896. Estudou no liceu em Lisboa, onde frequentou a Faculdade de Medicina, tendo-se licenciado em 1919. Recebeu uma bolsa de estudo, tendo estudado na Alemanha, na Itália e na Jugoslávia. Concluiu os cursos de Medicina Tropical, Higiene Pública, Hidrologia, Climatologia, e Histologia Geral e Patológica.

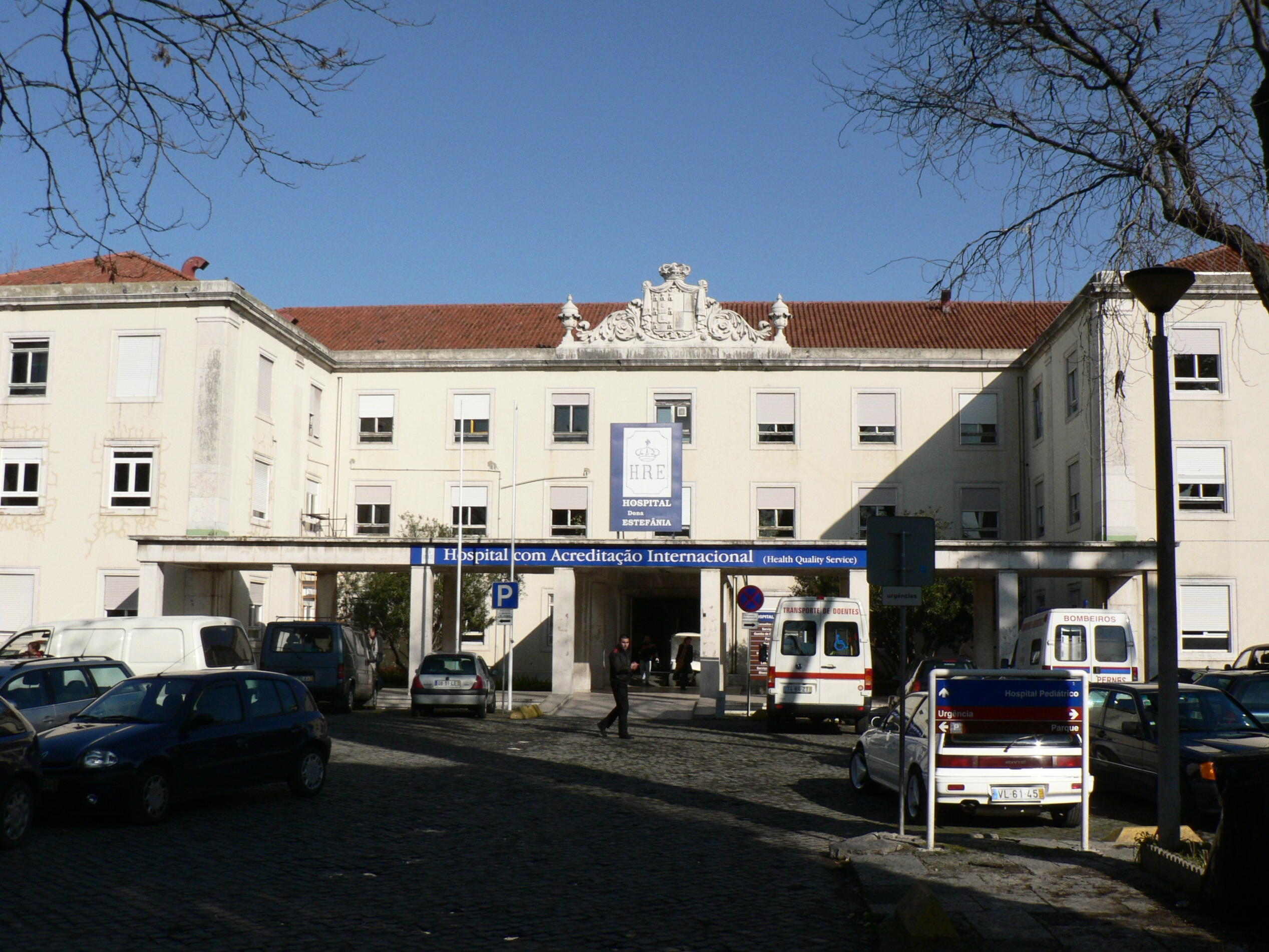
Hospital Dona Estefânia.

### Carreira profissional
Fausto Nunes Landeiro iniciou então a sua carreira hospitalar em Lisboa, tendo desempenhado as funções de assistente no Instituto Bacteriológico de Câmara Pestana, interno no Hospital de Dona Estefânia, assistente livre de cirurgia e vias urinárias no Hospital de Santa Marta, médico substituto no serviço externo da Misericórdia de Lisboa, assistente livre no laboratório do Hospital do Rego.
Além de médico e investigador, também deu aulas na área da medicina, como professor na Escola de Enfermagem Artur Navara, e como assistente na Faculdade de Medicina de Lisboa, primeiro na cadeira de Higiene e Epidemologia e depois na de Bacterologia e Parasitologia. Ocupou igualmente a posição de director no serviço anti-sezonal da Direcção Geral de Saúde, e fez parte da Sociedade de Ciências Médicas de Lisboa. Além da sua actividade na medicina, também se interessou pelo turismo, tendo representado a região do Algarve no primeiro Congresso Nacional de Turismo, e escreveu vários artigos, tendo assinado alguns deles com o pseudónimo Al-Gharb.
Fausto Nunes Landeiro foi, em conjunto com o médico Nuno Bettencourt, o fundador da primeira estação experimental contra as Sezões em Portugal, tendo escrito um documentário sobre aquele assunto. Em 1930 foi nomeado pela Direcção-Geral de Saúde, em conjunto com o médico Luís Figueira, para frequentar os cursos e o estágio da Comissão de Paludismo da Organização de Higiene da Sociedade das Nações.

### Falecimento
Fausto Nunes Landeiro faleceu em 27 de Agosto de 1948, atropelado por um veículo de serviço quando saiu do avião no aeródromo de Port of Spain, no arquipélago de Trinidad e Tobago. Ia iniciar uma missão de estudo, acompanhado pelo médico Francisco Cambournac.
Tinha 52 anos de idade quando faleceu. Estava casado com Ester Baptista da Silva Mendes Landeiro.

## Obras
Escreveu: 
- Modernas Directrizes da Luta Antissezonática
- Resultados dos Primeiros dois Meses de Cadastro Malárico e de luta anti sezonática. (com L. Figueira) (1931)
- Relatório do Primeiro Ano de Luta Antisezonática na Estação de Benavente (com L. Figueira) (Separata dos Arquivos do Instituto Bactereológico Câmara Pestana, 1932)
- O Sezonismo em Portugal (com Francisco Cambournac) (1933)
- A Higiene, Base Essencial do Turismo (tese apresentada por Fausto Landeiro no Congresso Nacional de Turismo, em 1936)
- A Quina e os seus Derivados (1936)
- A Botica do Antunes - Novela de Propaganda de Higiene Rural (1937)
- Mal-me-queres...bem-me-queres: novela de vulgarização dos meios de combate ao sezonismo (1937)
- A Malária e a Organização da Luta Anti-Malária em Portugal (com Francisco Cambournac, Separa da Revista Clinica, Higiene e Hidrologia, 1938)
- Colonização e Malária (Separata da Revista Clínica, n.º 10, 1938)
- Socorro-Acudam - Regras para Socorros de Urgência (1938)